# Mytek el Poderoso
Mytek el Poderoso (Mytek the Mighty en el original inglés) es una serie de historietas británica desarrollada por Tom Tully a los guiones y Eric Bradbury y luego Bill Lacey al dibujo para la revista semanal Valiant de la editorial International Publishing Company entre 1964 y 1970, a razón de dos páginas semanales. Mytek era un gigantesco robot con apariencia de simio, que caía en las manos del jorobado Gogra, quien lo usaba para provocar el caos a su paso. 

## Trayectoria editorial
La serie fue editada con éxito en varios países europeos:
- España, donde Ediciones Vértice la presentó en tres formatos distintos (17 tebeos en 1965,[2] 14 libros en rústica de 128 páginas en 1967[3] y 5 recopilatorios de todavía mayor tamaño en 1971).[4] En 1968, ante la falta de material original, Vértice llegó a encargar a Fernando M. Sesén como guionista y Rafael López Espí como dibujante la realización en apenas un mes de una historieta apócrifa de 126 páginas más la cubierta, que llevaría el título de "El retorno de Mytek".[1][5]
- Francia, donde Editions de l'Occident editó 16 números con el título de King Kong Le Robot entre 1972 y 1974, y
- Alemania, donde se serializaron sus aventuras en 176 números de la revista Kobra entre 1975 y 1978, con el título de Mytek – Das Monster.

Todavía gozaría de varias reediciones, tanto en su país natal (revista Vulcan, 1975/76) como en Francia (01/1977-05/1978), pero sobre todo en España, donde volvería a ser editada en formato de tebeo: 5 números a color en el sello Mundicomics de Ediciones Vértice en 1981 y 11 en blanco y negro por Editorial Surco dos años después.